# 에리히 폰 데니켄
에리히 안톤 파울 폰 데니켄(독일어: Erich Anton Paul von Däniken, 1935년 4월 14일~)은 스위스의 작가이자, 호텔 경영인, 의사 고고학자이다. 《신들의 전차》(1968)와 같은 저작을 통해 외계 생명체에 의해 인류의 고대 문명이 영향을 받았다는 주장으로 유명하다. 저서로는 《신들의 귀환》, 《미래의 수수께끼》 등이 있다.

## 같이 보기
- 그레이엄 핸콕
- 제카리아 시친